# Halysidota intensa
Halysidota intensa là một loài bướm đêm thuộc phân họ Arctiinae, họ Erebidae.